# Leonid Aleksandrovič Govorov
Leonid Aleksandrovič Govorov (in russo Леони́д Алекса́ндрович Го́воров?; Butyrki, 22 febbraio 1897 – Mosca, 19 marzo 1955) è stato un generale sovietico, maresciallo dell'Unione Sovietica.

## Biografia
Nato nel villaggio di Butyrki, nella Russia centrale (ora nell'Oblast' di Kirov) da un padre marinaio, frequentò le scuole tecniche a Elabuga ed entrò successivamente nel dipartimento di costruzioni navali dell'Istituto politecnico di Pietrogrado. Nel dicembre 1916 lasciò gli studi ed entrò nella Scuola di Artiglieria di Konstantinovskye, diventando ufficiale di artiglieria nel 1917.
Allo scoppiare della Rivoluzione russa ed in seguito allo sgretolamento dell'Esercito Imperiale Russo Govorov fece ritorno a casa solo per essere arruolato nell'Armata Bianca di Aleksandr Vasil'evič Kolčak. Dopo breve tempo disertò per unirsi all'Armata Rossa. Durante la Guerra civile russa servì sotto Vasilij Konstantinovič Bljucher in Crimea combattendo contro le forze guidate da Pëtr Nikolaevič Vrangel', venendo ferito due volte e venendo decorato con l'Ordine della Bandiera rossa.
Durante gli anni 20 e 30 Govorov ebbe una serie di incarichi di comando all'interno dell'artiglieria, completando contemporaneamente la sua preparazione tecnica all'Accademia Militare Frunze di Mosca. Nel 1936 fondò l'Accademia Militare degli Ufficiali dell'Armata Rossa e fu anche comandante di artiglieria nel distretto militare di Kiev. Nel 1938 divenne istruttore di tattica all'Accademia Dzeržinskij di Artiglieria.
Durante il periodo delle Grandi purghe divenne un elemento sospetto per aver militato nell'Armata Bianca, anche se per breve tempo e per essere stato al comando di Bljucher, morto in carcere nel 1938. Venne brevemente rimosso dalla sua posizione e arrestato, ma l'intervento del Maresciallo Kliment Efremovič Vorošilov e del Presidente del Presidio del Soviet Supremo Michail Ivanovič Kalinin lo salvò.
Nel 1939, allo scoppio della Guerra d'inverno, fu assegnato alla Settima Armata come Comandante dell'Artiglieria. In questa veste comandò il grande dispiegamento di artiglieria che permise l'avanzata sovietica attraverso la fortificata Linea Mannerheim nei primi mesi del 1940. Per questa vittoria ottenne l'Ordine della Bandiera Rossa e il grado di Comandante di Divisione. Fu anche nominato Vice Ispettore Generale dell'Artiglieria dell'Armata Rossa.
In seguito all'invasione tedesca dell'Unione Sovietica, iniziata nel giugno 1941, divenne Comandante dell'Artiglieria del Fronte Occidentale, tra Polonia orientale e Bielorussia. In questo periodo venne notato dal Generale Georgij Konstantinovič Žukov, che divenne suo protettore. Svolse un ruolo fondamentale nella Battaglia di Mosca nel dicembre 1941 e durante le controffensive sovietiche dell'inverno 1941-1942 e per questo venne promosso Luogotenente Generale dell'Artiglieria.
Nell'aprile 1942 Govorov ottenne il Comando di Leningrado, sotto assedio da parte delle forze tedesche e finlandesi fin dal novembre 1941 e stremata da una durissima carestia durante l'inverno 1941-1942 (vedi Assedio di Leningrado). Qui la sua abilità di ufficiale di artiglieria fu preziosa, visto che la città si trovava sotto un continuo bombardamento e uno dei suoi compiti era di preparare una controffensiva di artiglieria per colpire le batterie tedesche. Nel gennaio 1943 guidò le truppe di Leningrado nell'attacco simultaneo denominato Operazione Spark, che permise di rompere l'assedio e di riprendere il controllo dell'isola di Šlissel'burg. Nel giugno 1944 durante le operazioni per la liberazione della regione a Nord di Leningrado e la seguente invasione della Finlandia venne promosso Maresciallo dell'Unione Sovietica.
Durante l'avanzata verso ovest Govorov comandò l'artiglieria durante la liberazione di Novgorod, l'occupazione di Estonia e Lettonia e l'avanzata in Polonia. Il 27 gennaio 1945 venne insignito del titolo di Eroe dell'Unione Sovietica.
Nel dopoguerra Govorov divenne comandante del Distretto Militare di Leningrado e successivamente Capo Ispettore delle Forze di Terra. Nel 1948 venne promosso Comandante Nazionale delle Forze di Difesa Aerea e nel 1952 divenne ViceMinistro della Difesa. In questa carica supervisionò la modernizzazione dei sistemi di difesa aerea dell'Armata Rossa. Morì pochi anni dopo nel marzo 1955, dopo aver sofferto per anni di scompensi cardiaci.